# میلاگرو
میلاگرو (به اسپانیایی: Milagro) یک منطقهٔ مسکونی در اکوادور است که در استان گوایاس واقع شده‌است. میلاگرو ۳۱٫۰۰ کیلومتر مربع مساحت و ۱۶۶٬۶۳۴ نفر جمعیت دارد و ۱۲ متر بالاتر از سطح دریا واقع شده‌است.